# Stefan Batory

Zęby – herb rodziny Batorych

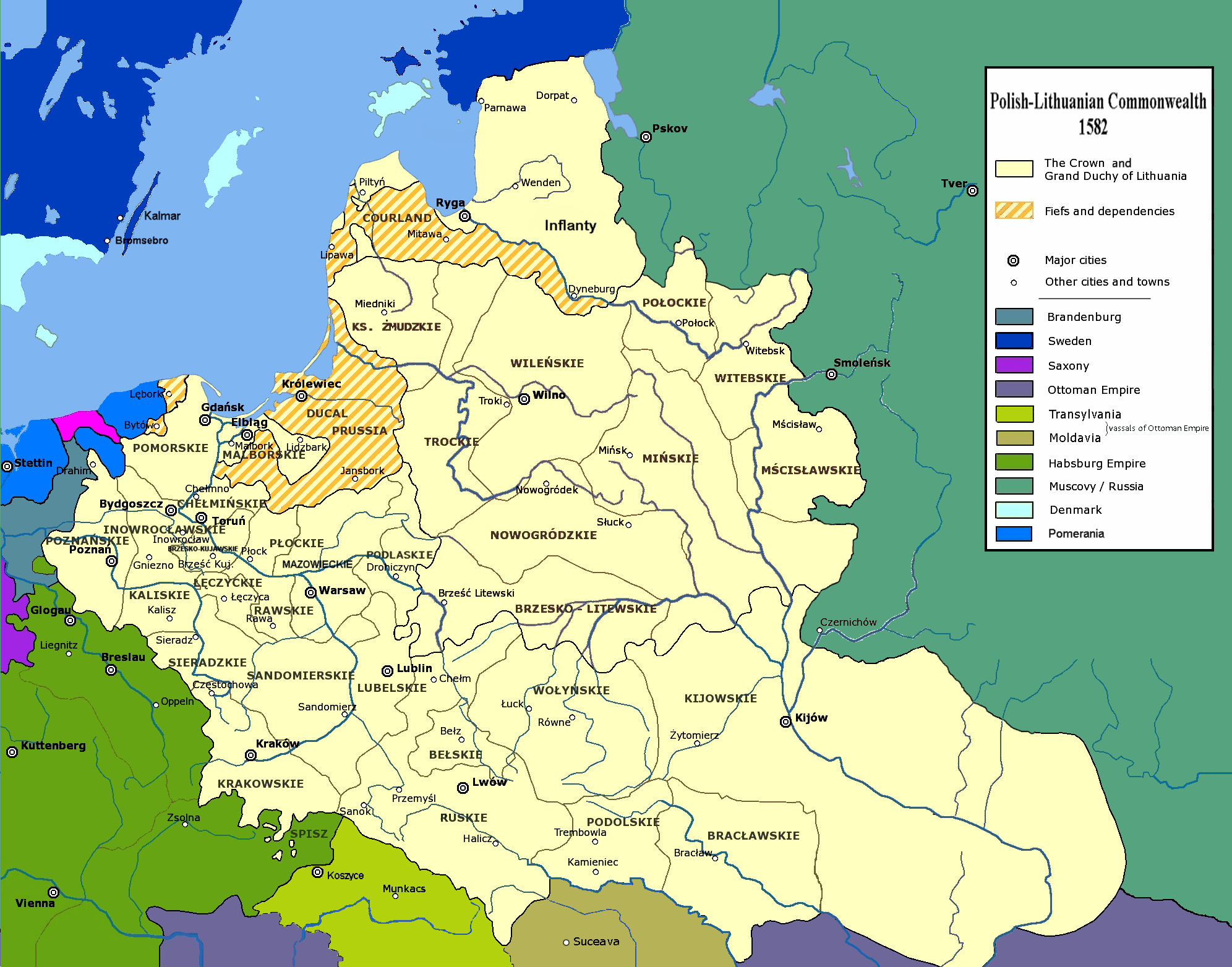
Rzeczpospolita w 1582 r.

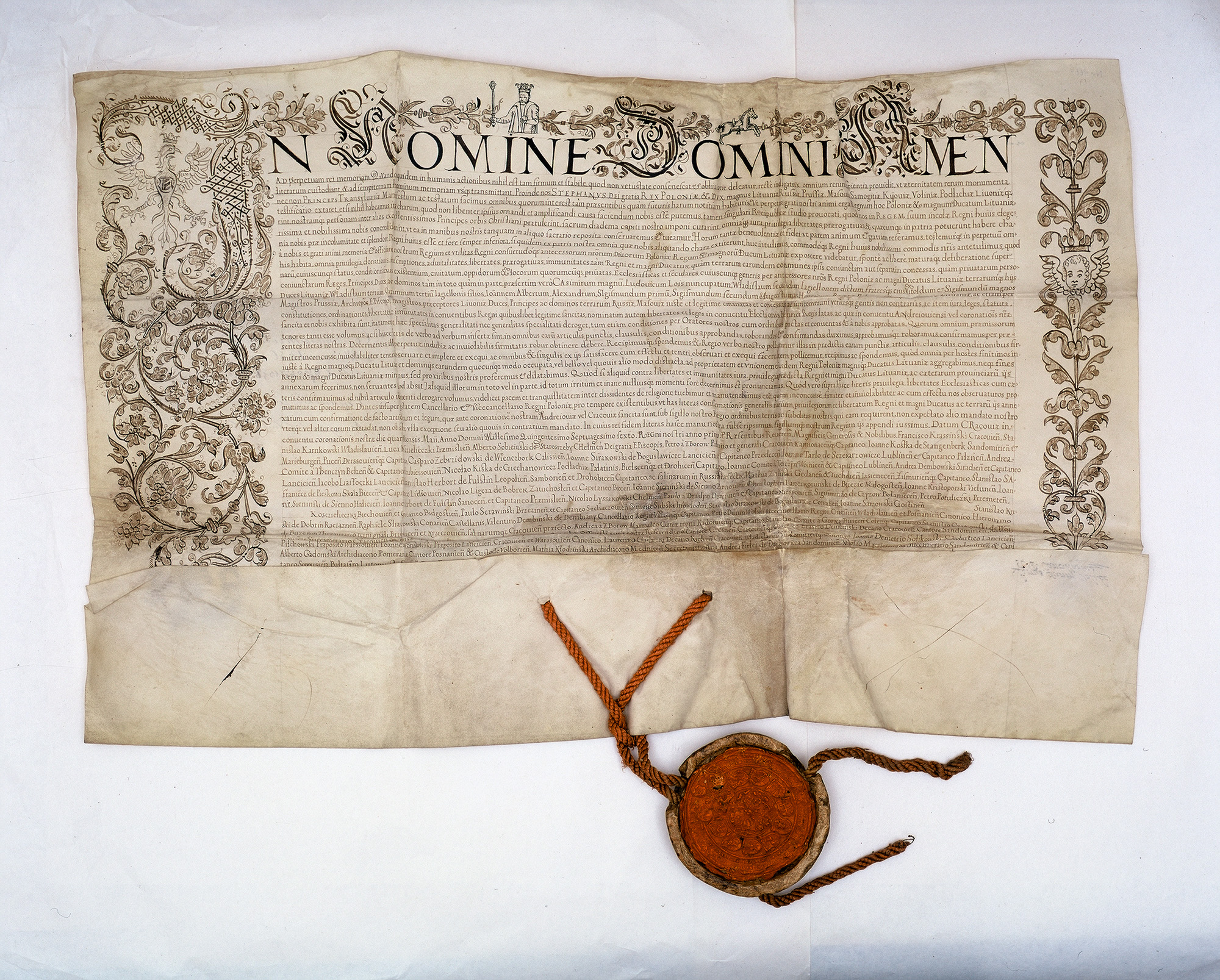
Potwierdzenie przez Stefana Batorego na sejmie koronacyjnym 4 maja 1576 r. praw i przywilejów szlachty Rzeczypospolitej, Archiwum Główne Akt Dawnych

Stefan Batory (węg. Báthory István, ur. 27 września 1533 w Szilágysomlyó, zm. 12 grudnia 1586 w Grodnie) – syn Stefana Batorego i Katarzyny Telegdi, od 1571 książę siedmiogrodzki, od 1576 mąż Anny Jagiellonki i iure uxoris król Polski.

## Tytuł królewski
Stephanus, Dei gratia rex Poloniae et magnus dux Lithuaniae, Russiae, Prussiae, Masoviae, Samogitiae, Kiioviae, Volhyniae, Podlachiae, Livoniaeque, necnon princeps Transylvaniae.
Tłumaczenie: Stefan, z Bożej łaski król Polski, wielki książę litewski, ruski, pruski, mazowiecki, żmudzki, kijowski, wołyński, podlaski, inflancki, a także książę siedmiogrodzki.

## Życiorys

### Młodość
Był synem wojewody siedmiogrodzkiego Stefana Batorego i Katarzyny Telegdi.
Wcześnie osierocony, dla zachowania swoich dóbr dziedzicznych związał swoją karierę polityczną z rodem Habsburgów. 22 października 1549 w imieniu Ferdynanda I Habsburga (wtedy brata cesarza Karola V, późniejszego cesarza) wziął udział w Mantui w zaślubinach jego córki Katarzyny Habsburżanki z Franciszkiem III Gonzagą. Prawdopodobnie właśnie wtedy nauczył się włoskiego i przez kilka miesięcy studiował na Uniwersytecie w Padwie.

### Władca Siedmiogrodu
W obliczu najazdu tureckiego na Węgry, Stefan Batory zmienił swoje sympatie polityczne i związał się z obozem narodowym wspierającym Zápolyów. 22 października 1556 witał w imieniu szlachty węgierskiej powracającą z Polski Izabelę Jagiellonkę. Na czele wojsk siedmiogrodzkich stoczył 4 marca 1562 krwawą bitwę z wojskami cesarskimi pod Hadad, zakończoną podpisaniem krótkotrwałego rozejmu. Król Jan II Zygmunt Zápolya wysłał go w 1563 w misji dyplomatycznej do Wiednia, która jednak zakończyła się niepowodzeniem. 13 marca 1565 w Satmarze wynegocjował wstępne porozumienie pokojowe z cesarzem Maksymilianem II Habsburgiem. Jednak wobec groźby kolejnego najazdu tureckiego i na skutek zmiany orientacji polityki zagranicznej Zápolyi, został przez Austriaków internowany w wiedeńskiej karczmie. Dopiero w 1567 powrócił na Węgry.
W 1571, po śmierci Zápolyi, na czele stronnictwa prohabsburskiego stanął Kasper Bekiesz, przeciwko któremu wystąpiło pospolite ruszenie szlachty węgierskiej pod wodzą Krzysztofa Batorego, brata Stefana.
Dzięki poparciu sułtana tureckiego Selima II Stefan Batory został wybrany księciem Siedmiogrodu 25 maja 1571 przez sejm w Alba Iulia. Swoim następcą wyznaczył brata Krzysztofa, który wkrótce odebrał przysięgę wierności od szlachty siedmiogrodzkiej. W 1573 odebrał twierdze obsadzone przez wojska Bekiesza. 19 lipca 1575 pokonał posiłkujące Bekiesza wojska habsburskie w bitwie pod Kerelőszentpál (obecnie Sânpaul).

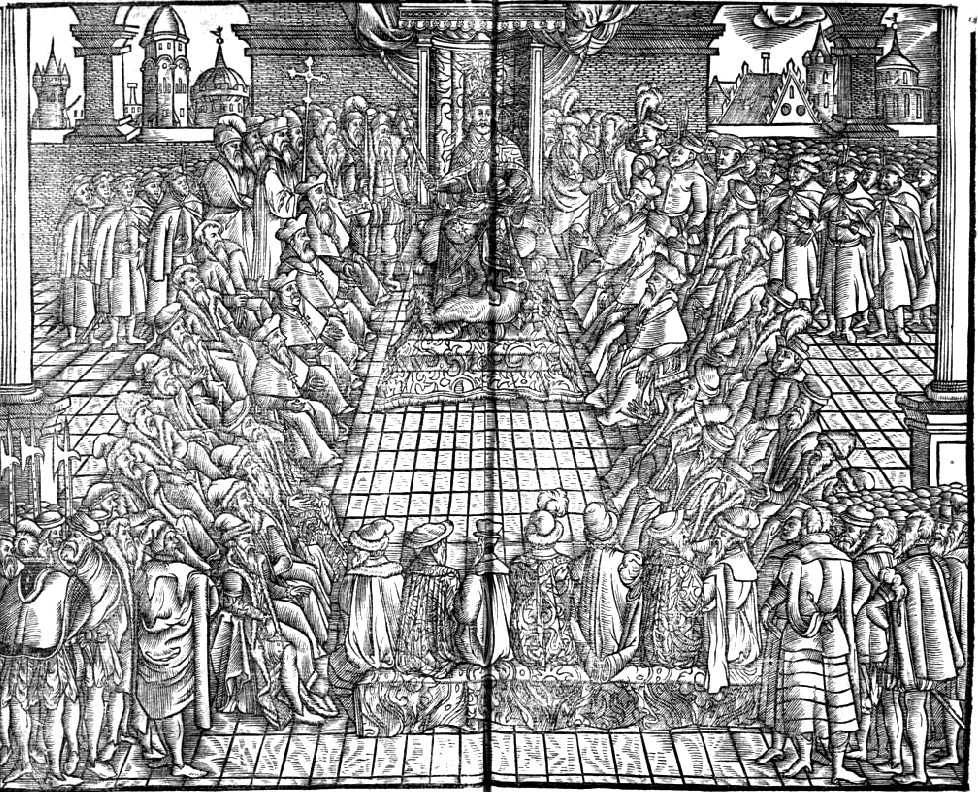
Król Stefan Batory na tronie podczas obrad senatu, 1581 r.

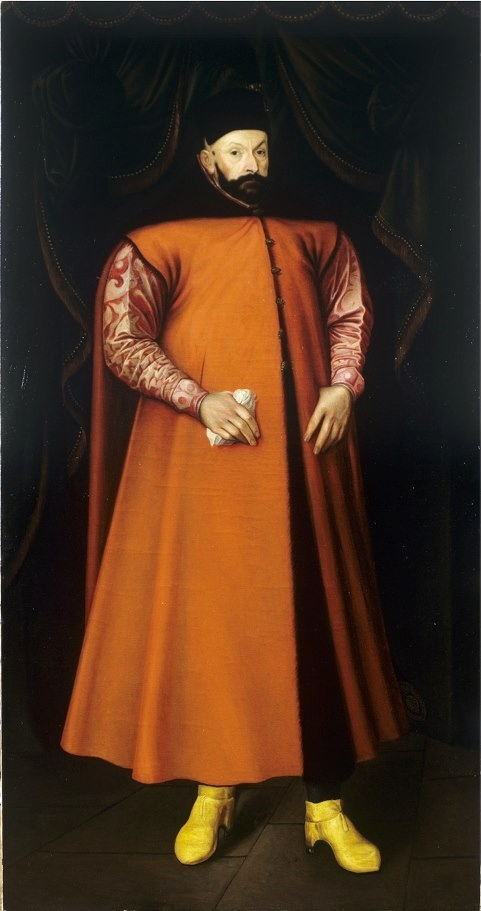
Król Stefan Batory na obrazie Marcina Kobera, 1583 r.

### Elekcja
Bezkrólewie w Rzeczypospolitej, po ucieczce 19 czerwca 1574 do rodzimej Francji króla Henryka Walezego, trwało prawie półtora roku. Dopiero 12 grudnia 1575 Senat, pod naciskiem nuncjusza apostolskiego Vincenzo Lauro, obrał na kolejnego króla cesarza Maksymiliana II Habsburga. Maksymilian nie zdołał jednak nigdy oficjalnie przywdziać korony. Prymas Jakub Uchański obwołał go wprawdzie oficjalnie królem, ale do ceremonii jego koronacji w katedrze wawelskiej nigdy nie doszło. Na wieść o wyborze Maksymiliana masy szlacheckie podburzone przez Jana Zamoyskiego zażądały Piasta i wybrały na króla córkę Zygmunta I Starego, Annę Jagiellonkę. Z inicjatywy kasztelana bieckiego Stanisława Szafrańca przydano jej też wkrótce na małżonka księcia Siedmiogrodu Stefana Batorego. 14 grudnia Batory został ogłoszony królem Polski. Podwójna elekcja zagroziła jednak widmem wojny domowej. 18 stycznia 1576 zwołano pospolite ruszenie do Jędrzejowa. 20 tysięcy wiernych stronników Batorego zajęło Kraków, terroryzując sprzyjające Habsburgom miasto i Akademię. 16 lutego 1576 książę siedmiogrodzki zaprzysiągł w Meggeszu pacta conventa, m.in. przyrzekł odebrać ziemie zagrabione przez Rosję. 30 marca 1576 r. przekroczył granicę Rzeczypospolitej w pobliżu Śniatynia, uroczyście witany przez przedstawicieli swoich zwolenników, zebranych na zwołanym 18 stycznia 1576 r. zjeździe w Jędrzejowie.

### Unia Rzeczypospolitej z Siedmiogrodem
Kiedy Stefan Batory został wybrany królem musiał zgodzić się na płacenie wyższego haraczu Turkom (łącznie 25 tys. florenów) w zamian za co uzyskał ich zgodę na personalną unię polsko-siedmiogrodzką. Regentem (wojewodą) mianował swego brata Krzysztofa. Po jego śmierci władzę przejęła Rada Regencyjna, a w 1585 r. regentem (zastępującym Zygmunta, niepełnoletniego syna Krzysztofa) został Jan Ghycza. Mimo to król Stefan zorganizował w Krakowie oddzielną kancelarię siedmiogrodzką, wszelkie ważne decyzje pozostawiając sobie. W wojnach z Moskwą wykorzystał też żołnierzy siedmiogrodzkich, rekrutowanych głównie spośród Rumunów i Szeklerów. Ocenia się, że jego panowanie dało Siedmiogrodowi uspokojenie i szansę na rozwój, kładąc podstawy pod przyszłe sukcesy tego państwa.

### Anna Jagiellonka
Stefan poświęcił 52-letniej Annie trzy noce poślubne (Jan Tarnowski napisał w liście do magnata z Litwy ...Anna chłopa dopadła i gębę wysoko nosi...). Później nie zaglądał do jej sypialni, ale pozwolił jej przychodzić, kiedy tylko zechce. Pewnej nocy Anna zapragnęła odwiedzić Batorego, ale ten uciekł. Wiele osób było świadkiem tego wydarzenia, królowa dostała gorączki i poddano ją zabiegowi upuszczania krwi.
Szydercze wypowiedzi na temat Anny zaczęły się pojawiać zaraz po ślubie. Z czasem Batory miał dość żony, jej zachowania i podejmowanych przez nią prób wpływania na politykę. Wolał przebywać na wojnach, ponieważ wojna i polityka interesowały go bez reszty.
Anna wróciła do Warszawy. Na jej dworze gościli dyplomaci i antykrólewscy malkontenci. Ich obecność od razu spotkała się z kontrakcją ze strony królewskich faworytów (Mikołaja Mieleckiego, Andrzeja Opalińskiego i Zamoyskiego). Biskup (Stanisław Karnkowski) proponował parze królewskiej rozwód. Szło o ponowne ożenienie Batorego i wydanie potomstwa. Ten jednak zdecydowanie odmówił.

### Początek rządów
1 maja 1576 w katedrze wawelskiej biskup kujawski Stanisław Karnkowski udzielił Stefanowi Batoremu ślubu z Anną Jagiellonką i koronował na króla Polski.
Jednak Batory musiał wkrótce stawić czoło opozycji, która nie uznając jego tytułu królewskiego liczyła na rychłe przybycie Maksymiliana II. Nadal wierne Habsburgowi pozostały Wielkie Księstwo Litewskie i Prusy Królewskie.
Dopiero demonstracja zbrojna wojsk batoriańskich zmusiła jego przeciwników do pogodzenia się z nowym władcą. 24 maja wojska królewskie zdobyły zamek w Lanckoronie, opanowany wcześniej przez wojewodę sieradzkiego Olbrachta Łaskiego, który zamierzał uczynić z niego punkt oparcia dla sił prohabsburskich w Małopolsce. Batorego uznały wkrótce Litwa i Prusy, a przysięgę wierności przez swoich wysłanników złożył mu nawet książę pruski Albrecht Fryderyk Hohenzollern.

### Wojna Rzeczypospolitej z Gdańskiem
Gdańsk odmówił wpuszczenia monarchy, co 20 września stało się powodem wybuchu wojny Rzeczypospolitej z Gdańskiem. Batory rozpoczął blokadę ekonomiczną miasta, kierując cały spław polskiego zboża do portu w Elblągu. Po śmierci Maksymiliana II 12 października dalszy opór portu stał się już praktycznie bezcelowy. 17 kwietnia 1577 wojska batoriańskie pobiły Gdańszczan w bitwie pod Lubiszewem. Jednak zagrożony ze strony Rosji, kiedy w lipcu car Iwan IV Groźny uderzył na czele 40-tysięcznej armii na Inflanty, Batory zmuszony był zaniechać dalszej presji na zbuntowane miasto. W zamian za zniesienie tzw. statutów Karnkowskiego, Gdańsk uznawał nowego władcę i wypłacał mu subsydia, tak przecież potrzebne na nową wojnę z Moskwą. 16 grudnia 1577 król uroczyście wjechał do miasta i przyjął przysięgę wierności od rady miejskiej.
Poszukując funduszy na nową wojnę z Rosją, Batory 22 września zgodził się na przejęcie kurateli (faktycznej regencji) nad chorym umysłowo księciem pruskim Albrechtem Fryderykiem Hohenzollernem przez jego brata stryjecznego margrabiego Ansbach Jerzego Fryderyka. Warunkami przeniesienia lenna były: złożenie hołdu królowi polskiemu, wpłacenie 200 000 guldenów do kasy królewskiej i pomoc wojskowa – 500 ludzi. Istotnie, 20 lutego 1578 margrabia Jerzy Fryderyk von Ansbach złożył hołd lenny Stefanowi Batoremu, przed kościołem św. Anny przy Krakowskim Przedmieściu w Warszawie.
Podobnie, chcąc skłonić szlachtę do uchwalenia nowych podatków na wojsko zaciężne, Batory zezwolił na utworzenie w 1578 roku Trybunału Koronnego, który przejmując kompetencje władcy stał się najwyższym sądem apelacyjnym dla Korony Królestwa Polskiego. W 1581 roku powstał Trybunał Główny Wielkiego Księstwa Litewskiego o takich samych kompetencjach.

### Wojna z Rosją

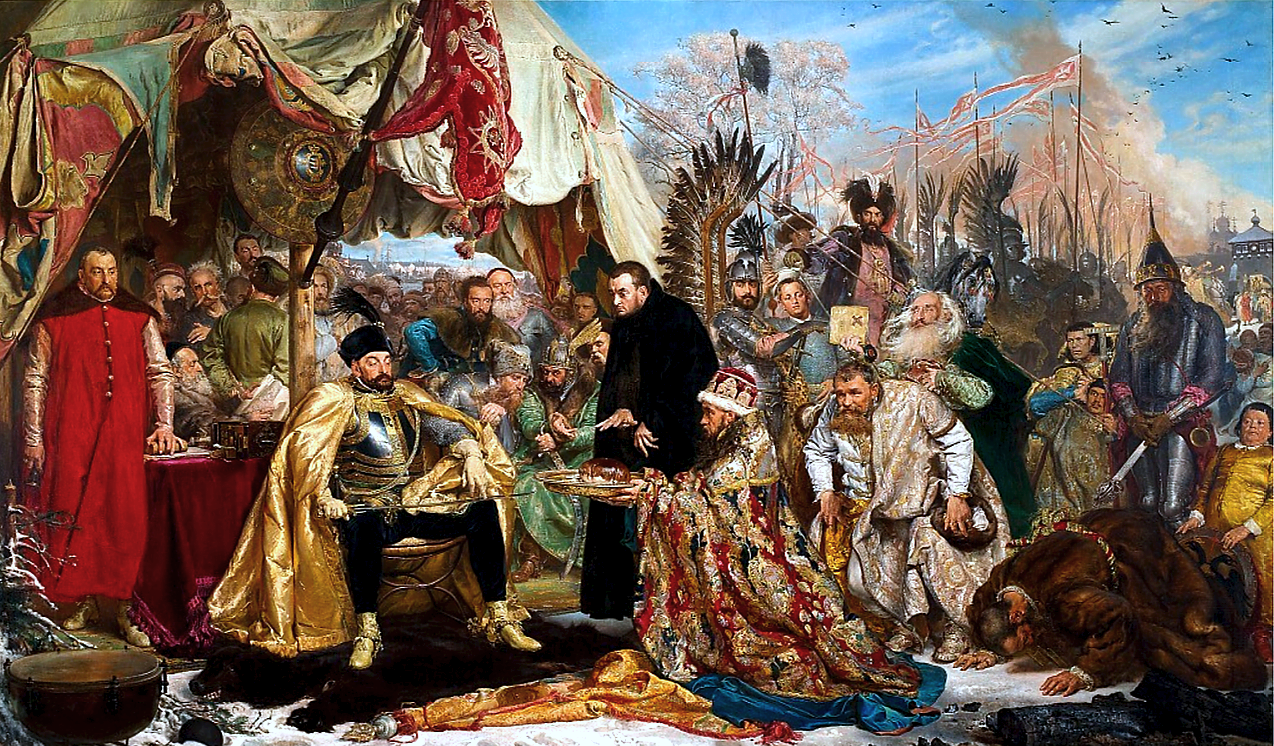
Stefan Batory pod Pskowem, Jan Matejko

W 1579 rozpoczął wojnę o odebranie zagarniętych przez Rosję w poprzednim roku Inflant i utraconej jeszcze w 1563 ziemi połockiej. Przeprowadził trzy zwycięskie kampanie zaczepne na terytorium państwa rosyjskiego, do których zmobilizował przeciwko 200-tysięcznej armii rosyjskiej ok. 48 tys. żołnierzy wraz z silną artylerią oblężniczą. Batory zreorganizował wojsko (utworzono piechotę wybraniecką wyposażoną w rusznice i toporki do budowy mostów i umocnień polowych). Korzystał także z bardzo przydatnej w zdobywaniu twierdz formacji piechoty węgierskiej. W czasie pierwszej kampanii zdobył w sierpniu 1579 Połock.
29 maja 1580 w Wilnie miała miejsce ceremonia wręczenia Batoremu papieskich darów – czapki i miecza.
Druga kampania, przeprowadzona w 1580, doprowadziła do zdobycia Wielkich Łuk. Wojskom polskim poddały się zdemoralizowane załogi Wieliża i Uświatu.
Dzięki zaciągnięciu pożyczki u książąt Rzeszy i przekazaniu 2/3 cła ryskiego na rzecz skarbu królewskiego, Batory mógł przeprowadzić już w 1581 następną kampanię, podchodząc w sierpniu pod mury Pskowa. Batory oblegał bezskutecznie to miasto przez sześć miesięcy.
Jednakże na skutek wyczerpania i odcięcia wojsk moskiewskich w Inflantach, car Iwan IV zaproponował zawarcie pokoju. Przy mediacji dyplomaty watykańskiego Antonia Possevina, wojna zakończyła się w styczniu 1582 podpisaniem rozejmu w Jamie Zapolskim, w wyniku którego Rzeczpospolita odzyskała prawie całe Inflanty i Połock, a wojska Iwana IV zmuszone były do opuszczenia terytorium Inflant. Plany Iwana IV zdobycia przez Rosję dostępu do Bałtyku, czyli Europy, legły w gruzach. Skutecznie opóźniło to proces wzrostu hegemonii państwa rosyjskiego w regionie o prawie sto lat.

### Inflanty

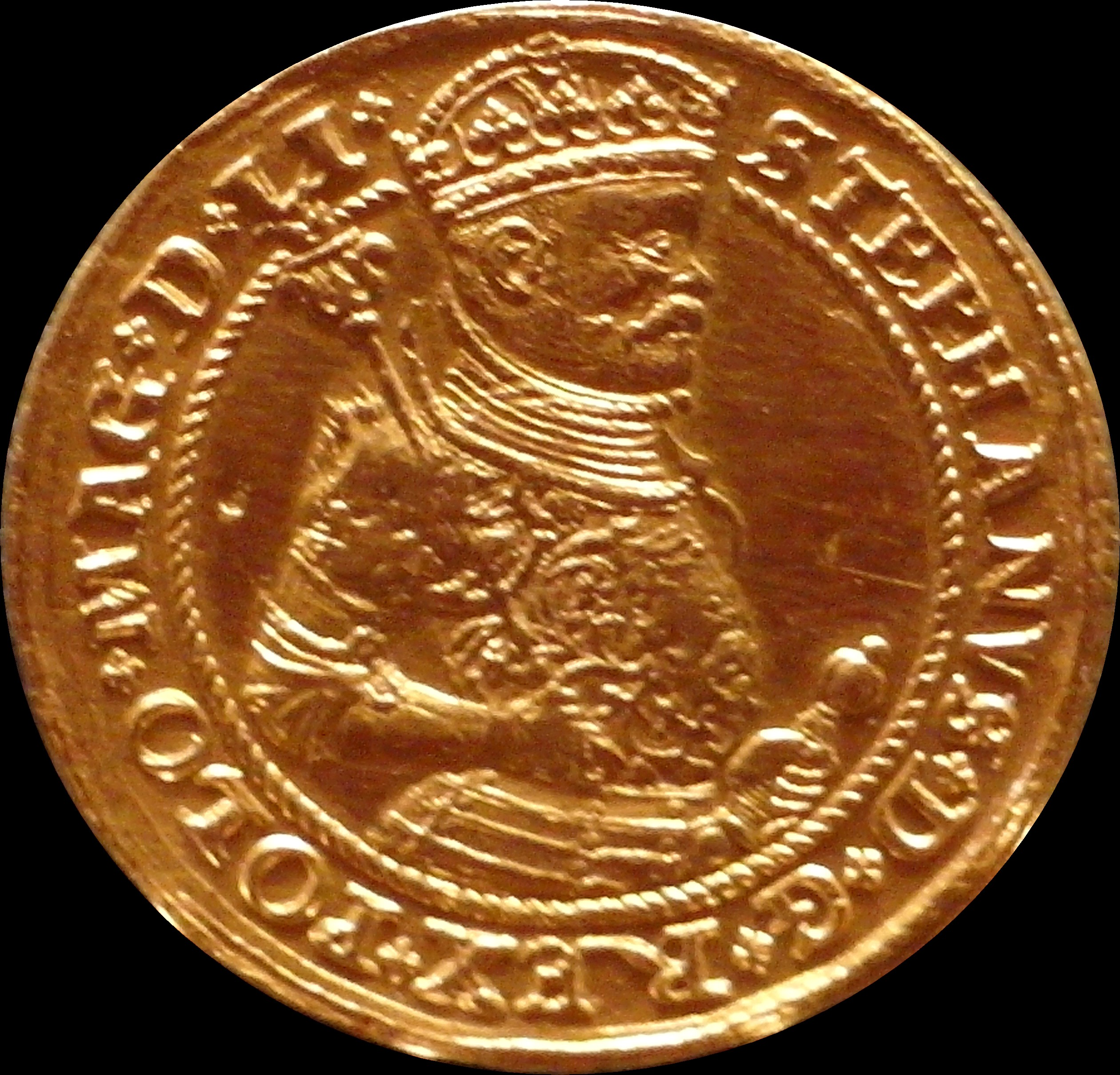
Złoty portugał ryski Stefana Batorego z 1586.

Po wygranej wojnie Batory przystąpił do porządkowania administracji w odzyskanych Inflantach.
W 1583 na sejmiku w Kiesi komisarz generalny Stanisław Pękosławski ogłosił nadaną im przez władcę konstytucję Inflant. Namiestnictwo w tej prowincji król złożył w ręce biskupa wileńskiego Jerzego Radziwiłła.
Z inicjatywy monarchy erygowano także nowe biskupstwo wendeńskie.
Po krótkotrwałym konflikcie zbrojnym, 20 kwietnia 1585 Rzeczpospolita przejęła od Danii, po wpłaceniu odszkodowania, ziemię piltyńską.

### Polityka wewnętrzna
Najbliższym współpracownikiem i wiernym sojusznikiem króla w okresie jego panowania w Polsce był kanclerz wielki koronny Jan Zamoyski. Niezmiernie utalentowany, przyczynił się do sukcesów politycznych i gospodarczych króla, a także do sukcesów wojskowych jako hetman wielki koronny. W czasie swego urzędowania Jan Zamoyski stał się jednym z najbogatszych magnatów w Europie, będąc także wielkim mecenasem sztuki.
Szczególną opieką otoczył Batory zakon jezuitów. Popierał zakładanie przez nich kolegiów w Połocku (1579), Rydze (1581), Dorpacie (1583), Grodnie i Nieświeżu.
W 1579 podniósł kolegium jezuitów w Wilnie do godności Akademii Wileńskiej. Była to wtedy druga uczelnia wyższa w Rzeczypospolitej, a jej pierwszym rektorem został Piotr Skarga.
Choć król był gorliwym katolikiem znanym z nietolerancji religijnej, jednocześnie w pewnej mierze przestrzegał zasad tolerancji. W dniu 25 lutego 1585 roku król potwierdził przywileje dotyczące wolności i praw cerkwi prawosławnej w metropolii kijowskiej, tj. na obszarze Wielkiego Księstwa Litewskiego i Korony. W 1578 ostro potępił antyprotestancki tumult w Krakowie. Zapobiegł też usunięciu luteran z Warszawy.
Batory został ostrzeżony przez wojewodę sieradzkiego
Olbrachta Łaskiego o przygotowaniach do zamachu na jego osobę, czynionych przez banitę Samuela Zborowskiego. Po jego pojmaniu król zatwierdził wyrok śmierci wydany przez Jana Zamoyskiego. Zborowski został ścięty 26 maja 1584 na dziedzińcu zamku wawelskiego.
Powołany na Sejmie w 1585 sąd sejmowy rozpoczął rozpatrywanie skargi Zborowskich o naruszenie wolności szlacheckiej, ponieważ ich zdaniem krewny został stracony bez sądu i z pogwałceniem praw Rzeczypospolitej.
Senat poparł w tym sporze Batorego, uznając iż dowody spisku Samuela Zborowskiego były ewidentne, a władca działał w stanie wyższej konieczności. Na dodatek podważona została wiarygodność jednego z powodów, brata Samuela – Krzysztofa, gdy wyszło na jaw, że on sam nasyłał skrytobójców na króla. Nastawiona przeciwko królowi izba poselska nie przyjęła tego werdyktu do wiadomości.

### Śmierć i miejsce pochówku

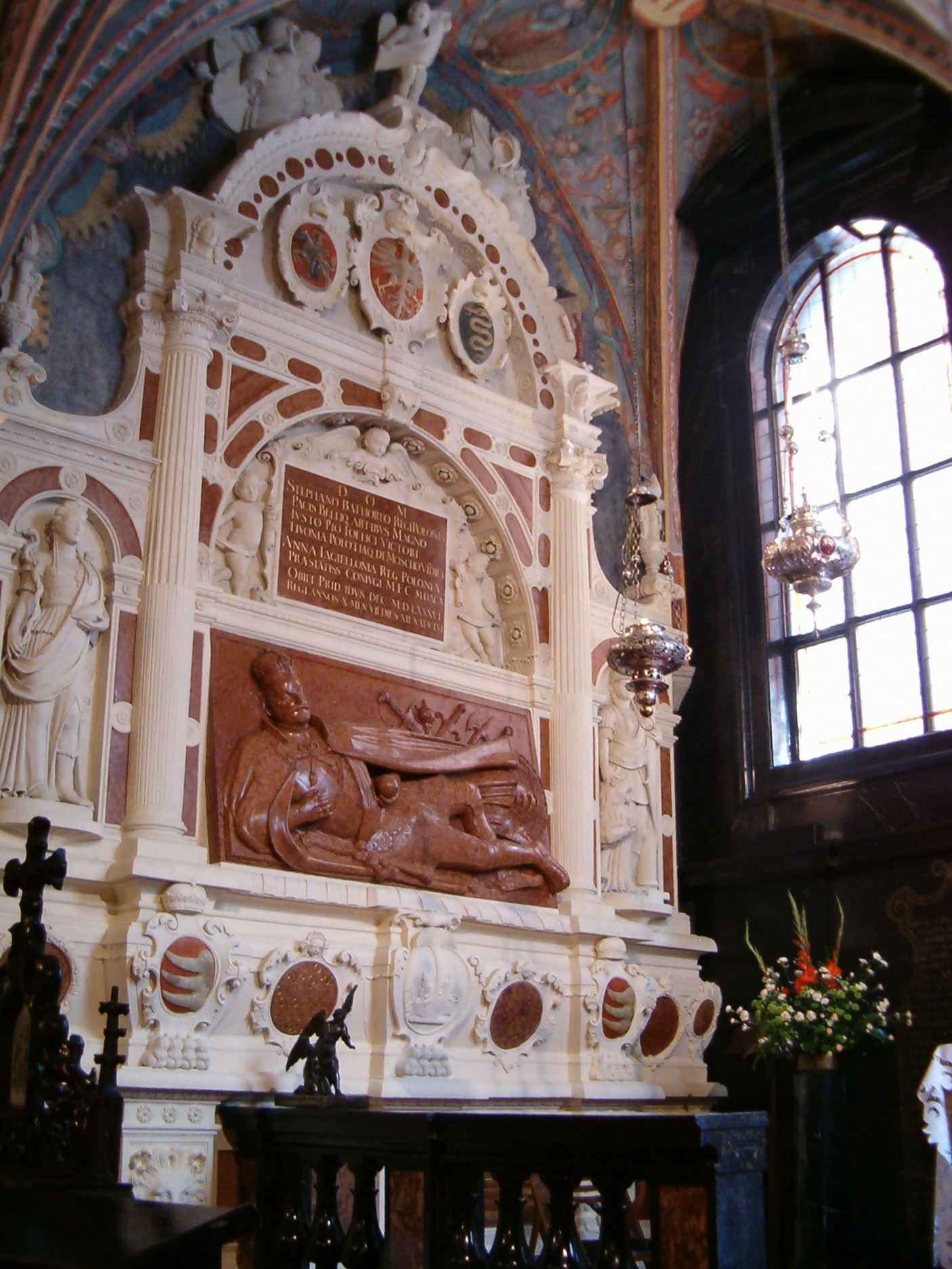
Nagrobek Stefana Batorego w kaplicy Mariackiej na Wawelu autorstwa Santi Gucciego, lata 90. XVI w.
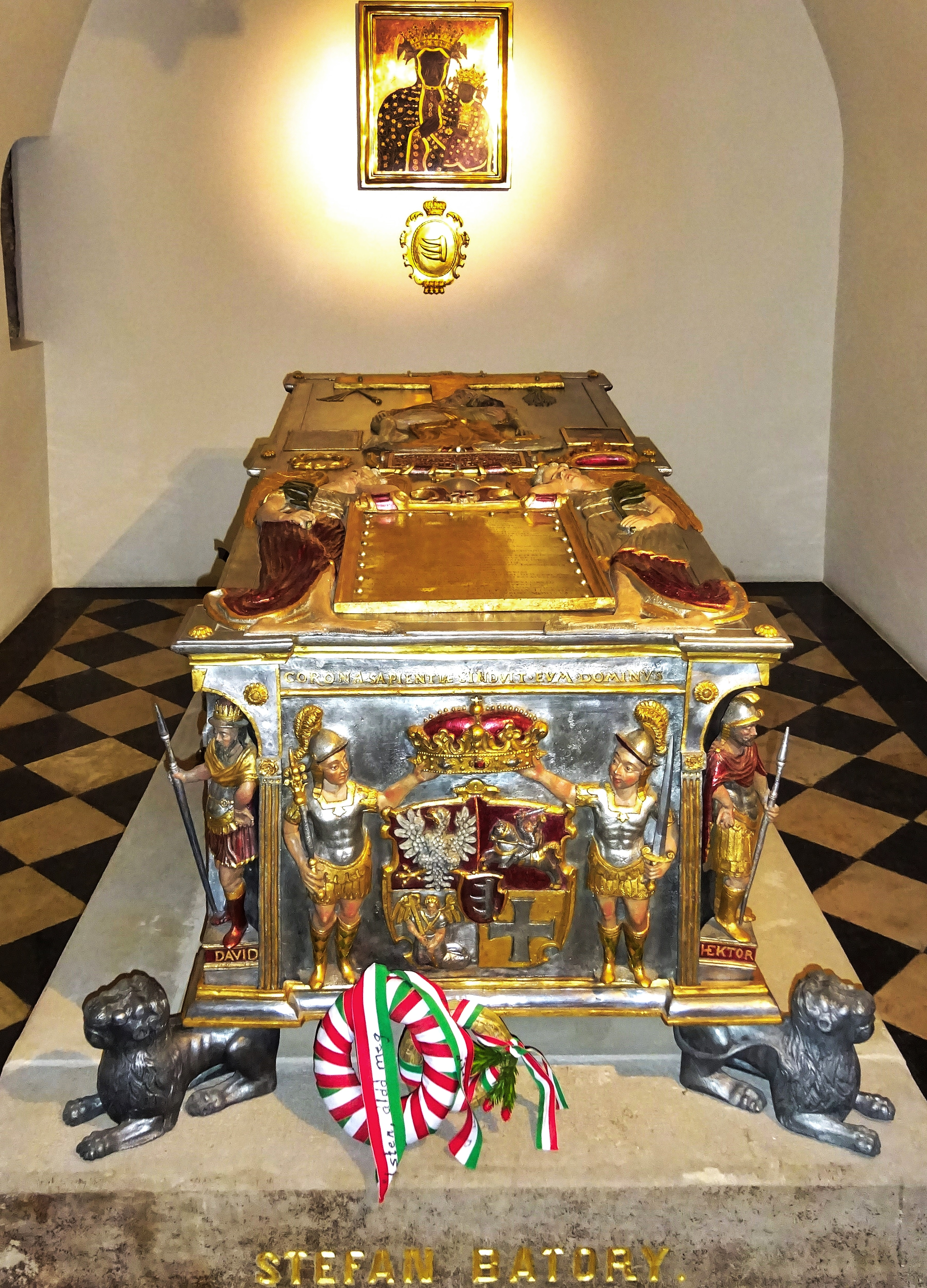
Sarkofag Stefana Batorego na Wawelu
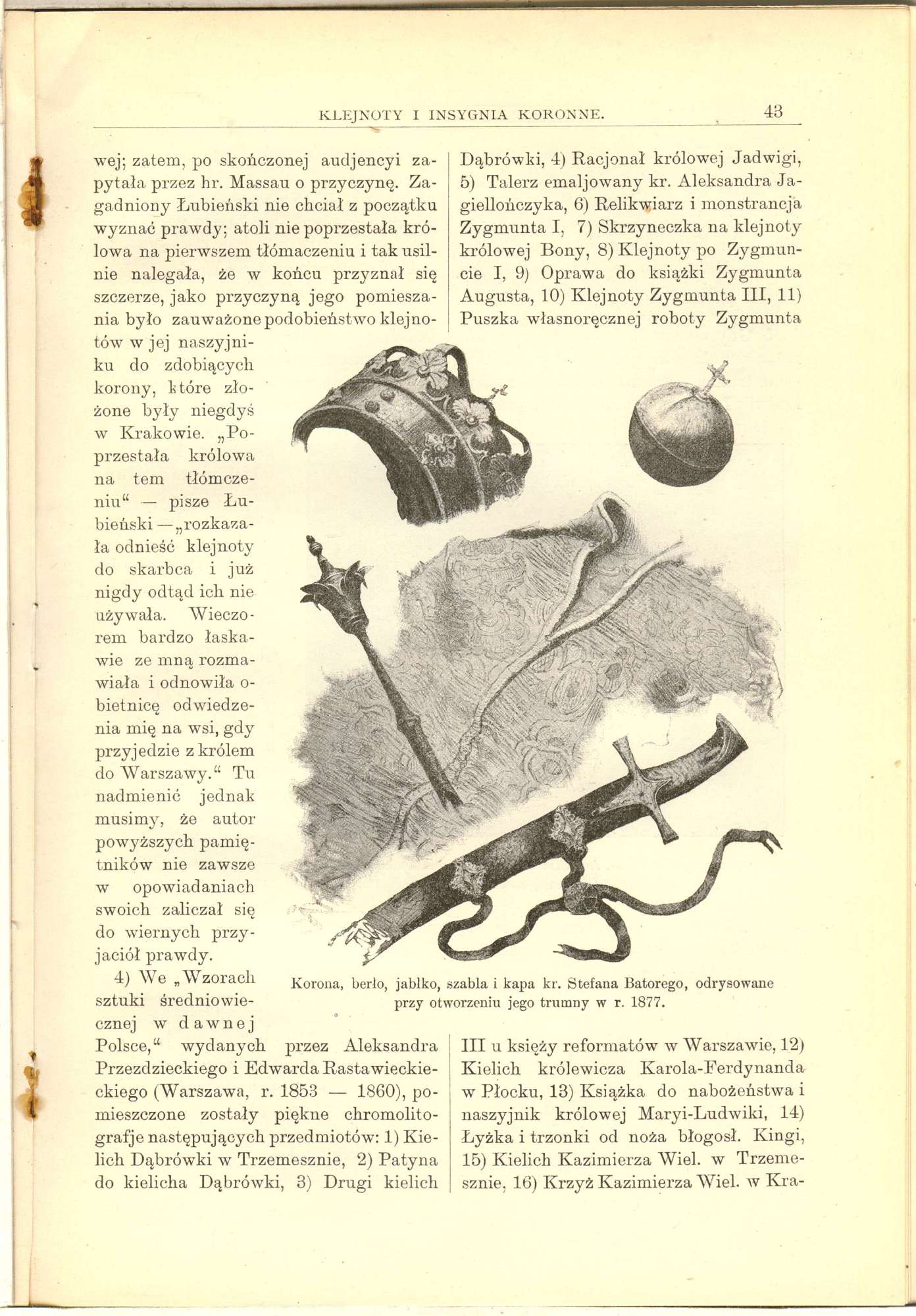
Regalia królewskie oraz szabla króla odrysowane po otworzeniu trumny w 1877 Encyklopedia staropolska[8].

Przygotowując się do kolejnej wojny z Moskwą, polował w Puszczy Molawickiej – w Kundzinie, ale po nagłej chorobie został przewieziony do pobliskiego Grodna, gdzie wkrótce zmarł 12 grudnia 1586 r. Stefan Batory zmarł nagle prawdopodobnie na niewydolność nerek, której przyczyny są niejasne. Według interdyscyplinarnego wywodu dr Hermana Zdzisława Scheuringa, przedstawionego w jego książce pt. Czy królobójstwo? Krytyczne studium o śmierci króla Stefana Wielkiego Batorego (1964), władca zmarł w wyniku otrucia dokonanego przez lekarzy cudzoziemców i innowierców czego biorąc pod uwagę szeroki kontekst geopolityczny nie można wykluczyć. Został pochowany w katedrze wawelskiej w Krakowie. Po nim królem polskim został obrany Zygmunt III Waza (1587–1632). W 1877 roku trumna ze szczątkami Stefana Batorego została otwarta. Znaleziono w niej regalia królewskie oraz szablę należącą do króla.

## Wizerunki władcy

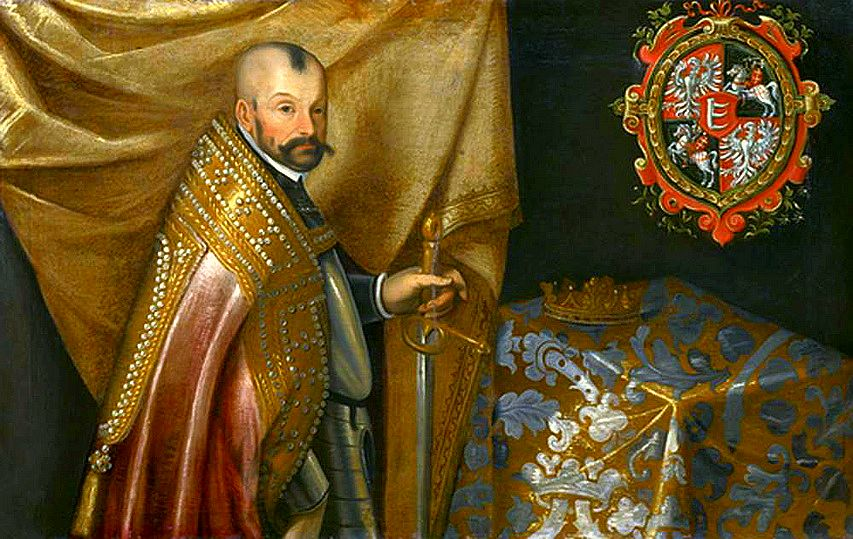
Portret Stefana Batorego w stroju koronacyjnym z około 1583 roku
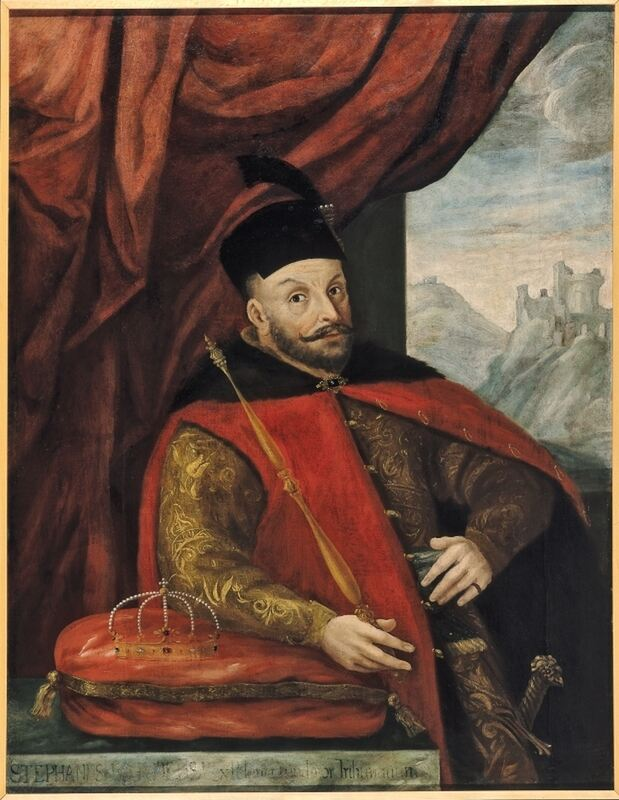
Portret Stefana Batorego
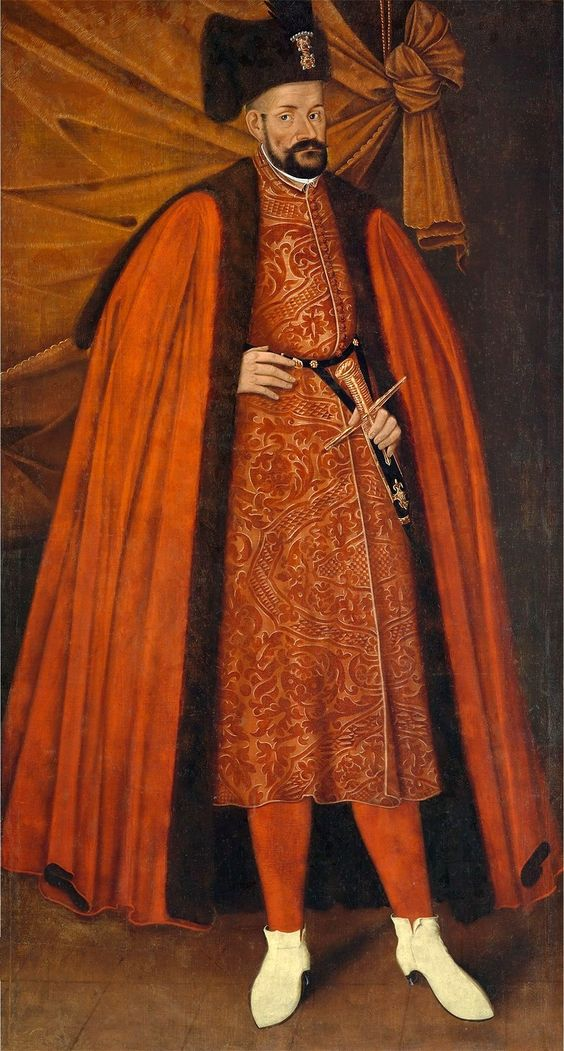
Jost Amman (?), Portret Stefana Batorego z 1585 roku
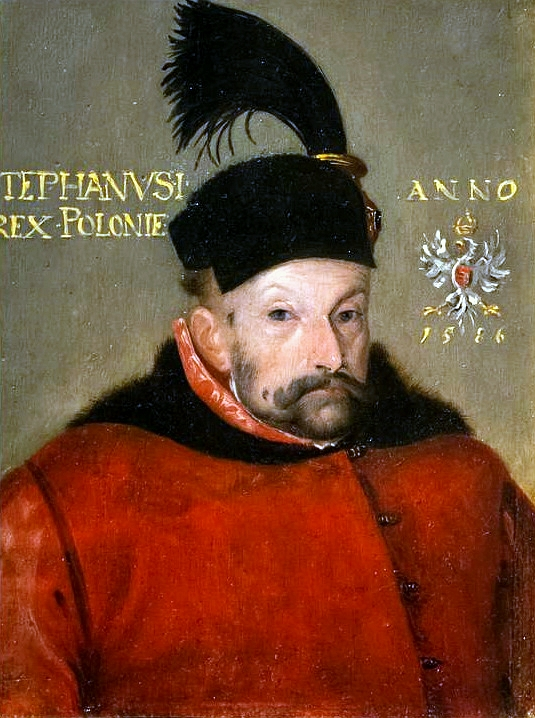
Marcin Kober, Portret Stefana Batorego z 1586 roku
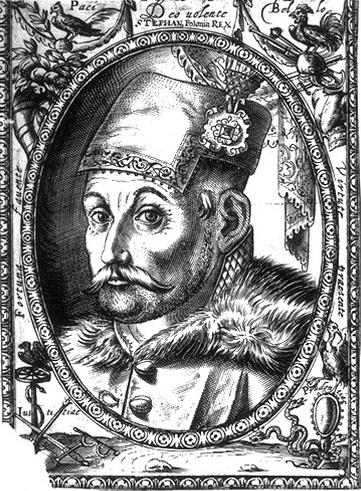
Portret Stefana Batorego

## Genealogia
| Mikołaj Báthory z Somlyó ur. przed 1445 zm. ok. 1498 | Mikołaj Báthory z Somlyó ur. przed 1445 zm. ok. 1498 |                                             |                                             | Barbara Kázméri zm. przed 1498 | Barbara Kázméri zm. przed 1498 |  |  | Stefan Telegdi ur. ? zm. 1519 | Stefan Telegdi ur. ? zm. 1519 |                                     |                                     | Małgorzata Bebek de Pelsöcz ur. ? zm. 1525 | Małgorzata Bebek de Pelsöcz ur. ? zm. 1525 |
|                                                      |                                                      |                                             |                                             |                                |                                |  |  |                               |                               |                                     |                                     |                                            |                                            |
|                                                      |                                                      |                                             |                                             |                                |                                |  |  |                               |                               |                                     |                                     |                                            |                                            |
|                                                      |                                                      | Stefan Batory ur. 1477 zm. po 17 III w 1534 | Stefan Batory ur. 1477 zm. po 17 III w 1534 |                                |                                |  |  |                               |                               | Katarzyna Telegdi ur. 1492 zm. 1547 | Katarzyna Telegdi ur. 1492 zm. 1547 |                                            |                                            |
|                                                      |                                                      |                                             |                                             |                                |                                |  |  |                               |                               |                                     |                                     |                                            |                                            |
|                                                      |                                                      |                                             |                                             |                                |                                |  |  |                               |                               |                                     |                                     |                                            |                                            |
|                                                      |                                                      |                                             |                                             |                                |                                |  |  |                               |                               |                                     |                                     |                                            |                                            |

|  |  | Stefan Batory ur. 27 IX 1533 zm. 12 XII 1586 |  |  |  |  |  |
|  |  |                                              |  |  |  |  |  |

Krewnym Stefana Batorego był István Csáky. Siostrzenicą Stefana Batorego była Elżbieta Batory.

## Galeria

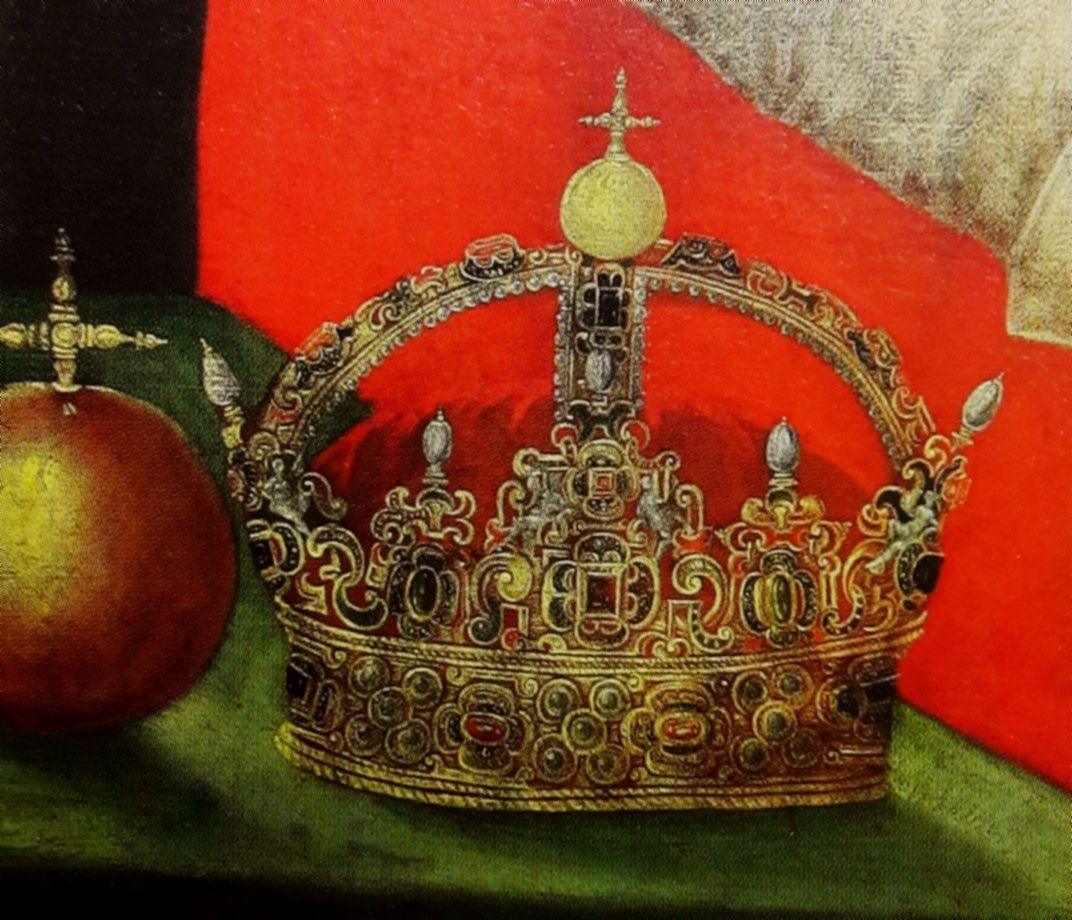
Manierystyczna korona królewska wykonana najprawdopodobniej dla Stefana Batorego według projektu Willema van den Blocke, ok. 1584
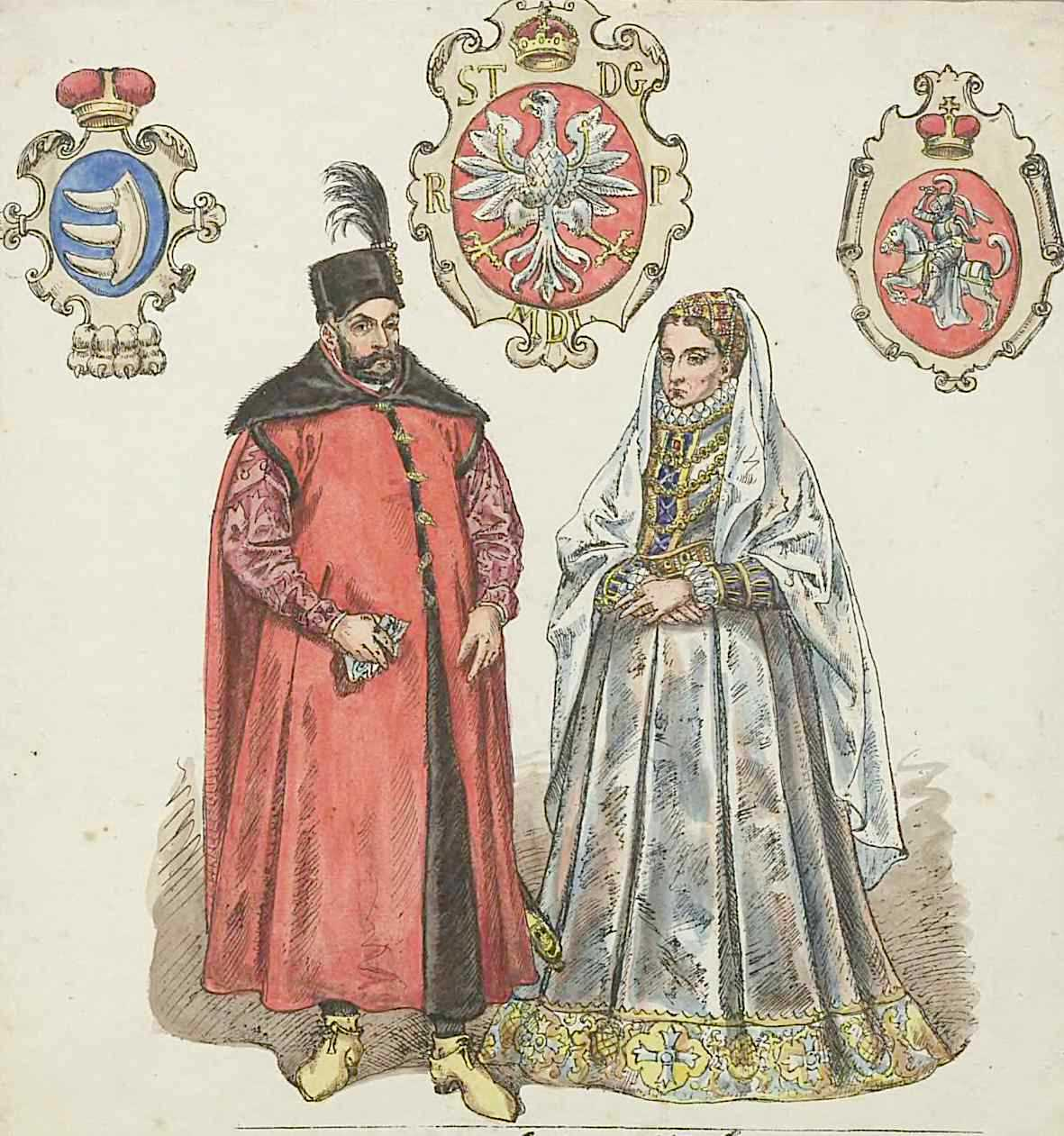
Anna Jagiellonka z mężem Stefanem Batorym na obrazie Jana Matejki
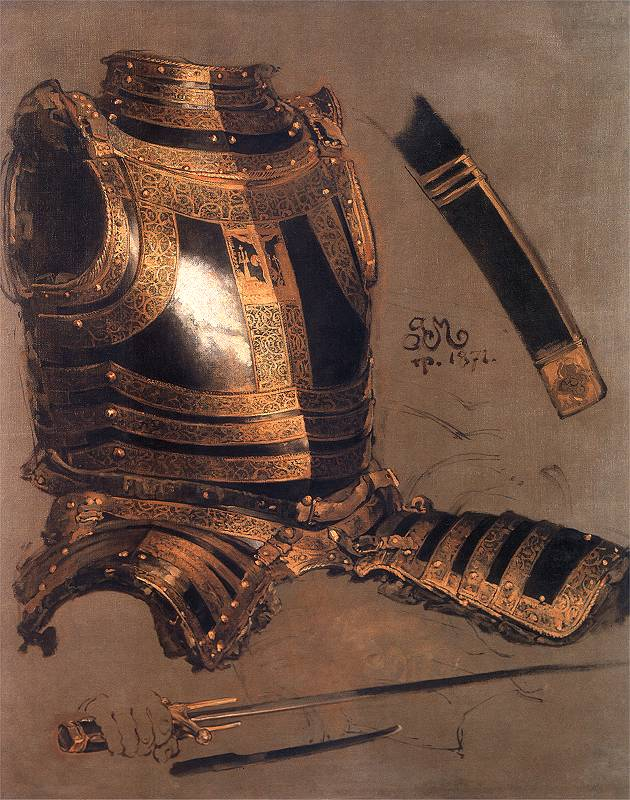
Zbroja Batorego studium Jana Matejki (1872)
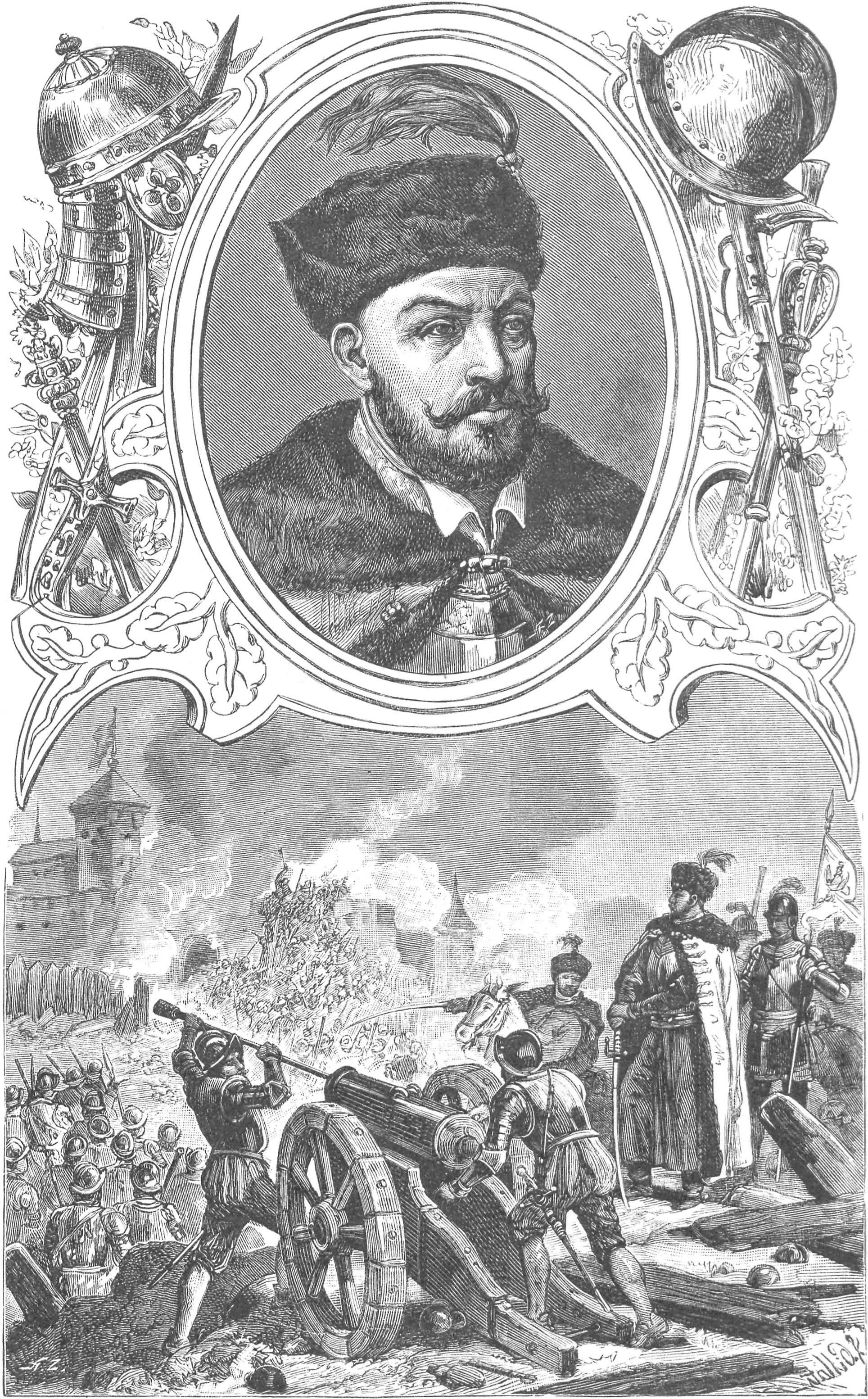
Stefan Batory w cyklu Wizerunki książąt i królów polskich Ksawerego Pillatiego z 1888.